# Vũ Nghiêu Tá
Vũ Nghiêu Tá (?-?) là một Tể tướng trong lịch sử Việt Nam.
Ông là con trưởng của danh tướng Vũ Nạp, có quê hương ở Mộ Trạch, Hải Dương.
Năm 1304 khoa Giáp Thìn, Vũ Nghiêu Tá cùng em ruột là Vũ Minh Nông thi đậu Thái học sinh (tên khác của Tiến sĩ Nho học). Vũ Nghiêu Tá làm đến chức Nhập nội Hành khiển môn Hạ hữu Thị Lang (Tể tướng). Sau đó giữ chức Phụ chính cho nhà vua.